# Estación de Padrón-Barbanza
Padrón-Barbanza es una estación ferroviaria situada en la localidad de Esclavitud, en el municipio español de Padrón, comunidad autónoma de Galicia. Cuenta con servicios de Media Distancia operados por Renfe.

## Situación ferroviaria
Está situada en el Eje Atlántico de Alta Velocidad que une las ciudades de Vigo y La Coruña. Está electrificada a 25 kV 50 Hz CA.

## Historia
La estación se ha construido para dar servicio a Padrón y la Comarca del Barbanza dentro de la nueva línea de alta velocidad Vigo-La Coruña, dentro del denominado Eje Atlántico que conectará la frontera portuguesa con Ferrol. Fue inaugurada el 29 de marzo de 2015 y empezó a prestar servicio a viajeros el día 18 de abril del mismo año.

## La estación
La estación se encuentra 6 km al norte de Padrón, en la localidad de Esclavitud.
En la zona de vías la estación dispone de dos andenes laterales cubiertos parcialmente con marquesinas. La distribución de vías sigue el siguiente esquema: andén-vía-vía-vía-vía-andén, típico de los PAET de las LAV con dos vías centrales pasantes y dos vías laterales con andén.

## Servicios ferroviarios

### Media Distancia
En la estación efectúan parada varios servicios de Media Distancia de Renfe, comercializados como MD y operados por trenes de la serie 121, que circulan por el Eje Atlántico con destino a las estaciones de Vigo-Urzáiz o La Coruña, con paradas en Redondela AV, Arcade, Pontevedra, Villagarcía de Arosa, Santiago de Compostela y Cerceda-Meirama.
| Línea MD | Servicio | Origen/Destino | Paradas intermedias | Destino/Origen |
| -------- | -------- | -------------- | --- | -------------- |
| 1        | MD       | La Coruña      | Cerceda-Meirama · Santiago de Compostela · Padrón-Barbanza · Villagarcía de Arosa · Pontevedra · Arcade · Redondela AV | Vigo-Urzaiz    |
| 1        | MD       | La Coruña      | Santiago de Compostela · Padrón-Barbanza · Villagarcía de Arosa · Pontevedra · Arcade · Redondela AV                   | Vigo-Urzaiz    |
| 1        | MD       | La Coruña      | Santiago de Compostela · Padrón-Barbanza · Villagarcía de Arosa · Pontevedra · Redondela AV                            | Vigo-Urzaiz    |
| 1        | MD       | Vigo-Urzaiz    | Redondela AV · Pontevedra · Villagarcía de Arosa · Padrón-Barbanza · Santiago de Compostela · Cerceda-Meirama          | La Coruña      |